# Jacob Kalff (1821-1903)
Jacob Kalff (Zwolle, 5 oktober 1821 – 's-Gravenhage, 14 december 1903) was een Nederlands jurist en politicus. Hij was conservatief lid van de Tweede Kamer en raadsheer en vicepresident van de Hoge Raad der Nederlanden.
Jacob Kalff was een zoon van de thee- en effectenhandelaar Jacob Kalff en Catharina Anna van Cleeff. Na het gymnasium studeerde hij Romeins en hedendaags recht aan de Hogeschool te Utrecht, waar hij in 1843 promoveerde op dissertatie. Hij trouwde in 1846 te Zwolle met Sara Stemberg, met wie hij twee dochters en een zoon zou krijgen.

## Juridische carrière
Na zijn studie werd Kalff advocaat, en vanaf 1854 tevens rechter-plaatsvervanger, in Zwolle. In 1856 verruilde hij de advocatuur voor het presidentschap van de Almelose arrondissementsrechtbank. Daarnaast was hij van 1861 tot 1871 schoolopziener. In 1871 werd hij benoemd tot raadsheer in de Hoge Raad der Nederlanden, waar hij vanaf 1897 tot zijn ontslag (op verzoek) in 1900 het vicepresidentschap bekleedde. In 1871 bij zijn benoeming tot raadsheer in de Hoge Raad vertrok hij uit Almelo en vestigde hij zich in Den Haag. Hij maakte deel uit van de Raad van Voogdij over Koningin Wilhelmina, die verantwoordelijk was voor de ontwikkeling van de minderjarige Koningin Wilhelmina.

## Politiek
Van 1848 tot 1865 was Kalff tevens lid van de Provinciale Staten van Overijssel, met een korte onderbreking in 1850. Na in 1864 al (zonder succes) kandidaat voor de Tweede Kamer der Staten-Generaal te zijn geweest, werd hij in 1868 gekozen in het district Almelo, waar hij het zittende liberale Kamerlid Petrus Abraham Samuel van Limburg Brouwer versloeg. De ervaren rechter noemde zich liberaal, maar ontpopte zich volgens bronnen als een conservatief, en hield zich naast juridische onderwerpen ook met andere thema's bezig. Zijn Kamerlidmaatschap eindigde op 20 mei 1871, de dag van het Koninklijk Besluit dat hem benoemde tot raadsheer in de Hoge Raad.
Vanaf 1880 was Kalff voorzitter van de Staatscommissie inzake notariële examens.
Zijn zoon Jacob Kalff (1855-1910) was in Suriname procureur-generaal en lid van de Koloniale Staten.